# الحوت الأزرق (لعبة)
لعبة الحوت الأزرق (بالإنجليزية: Blue Whale) (الروسية: Синий кит (سيني كيت)) أو تحدي الحوت الأزرق هي ظاهرة على وسائل التواصل الاجتماعي يزعم تواجدها في عدة دول حول العالم ويعود تاريخها لعام 2016، حيث تتكون «اللعبة» من تحديات لمدة 50 يوما، وفي التحدي النهائي يطلب من اللاعب الانتحار، ومصطلح «الحوت الأزرق» يأتي من ظاهرة حيتان الشاطئ، والتي ترتبط بفكرة الانتحار، ويشتبه في كونها أصل عدد من حوادث الانتحار ولا سيما في صفوف المراهقين.
بدأت لعبة الحوت الأزرق في روسيا عام 2013 مع "F57" بصفتها واحدة من أسماء ما يسمى «مجموعة الموت» من داخل الشبكة الاجتماعية فكونتاكتي، ويُزعم أنها تسببت في أول انتحار في عام 2015، وقال فيليب بوديكين ــ وهو طالب علم النفس السابق الذي طرد من جامعته لابتكارهِ اللعبة ــ أن هدفه هو «تنظيف» المجتمع من خلال دفع الناس إلى الانتحار الذي اعتبر أنه ليس لهُ قيمة.
عرفت لعبة الحوت الأزرق في روسيا عام 2016 استخدامًا أوسع بين المراهقين بعد أن جلبت الصحافة الانتباه إليها من خلال مقالة ربطت العديد من ضحايا الانتحار بلعبة الحوت الأزرق، وخلق ذلك موجة من الذعر الأخلاقي في روسيا، وفي وقت لاحق أُلقي القبض على بوديكين وأدين بتهمة التحريض ودفع ما لا يقل عن 16 فتاة مراهقة للانتحار"، مما أدى إلى التشريع الروسي للوقاية من الانتحار وتجدد القلق العالمي بشأن ظاهرة الحوت الأزرق.

## أصل اللعبة
من الصعب تحديد أصل هذه اللعبة، بدأت تغطيتها إعلاميا في مايو 2016 عن طريق مقال ظهر في الجريدة الروسية نوفيا جازيتا يَشتبه في وجود علاقة بين حوادث انتحار جماعية لمراهقين وقعت في روسيا بين نوفمبر 2015 وأبريل 2016 وتحدي الحوت الأزرق. حيث ذكر المقال جماعات تسمى «F57» على شبكة التواصل الاجتماعية الروسية فكونتاكتي حرضت 130 مراهقاً على الانتحار. مقال الجريدة تم انتقاده لعدم وجود أدلة كافية ومعلومات دقيقة يستند عليها، حيث أن العدد 130 هو من حساب الكاتب نفسه. وحسب جريدة لوموند الفرنسية فمن المحتمل أن يكون المحرضون على هذه اللعبة ثلاثة شبان روسيين: فيليب بوديكين (ويسمى أيضا فيليب فوكس)، فيليب ليس، بالإضافة إلى كيتوف (kitov)؛ الأول تم القبض عليه ووضعه في التحقيق في نوفمبر 2016 للتحريض على الانتحار، وحُكم عليه في يوليو 2017 بثلاث سنوات من السجن بعد محاكمته في سيبيريا.
من غير المعروف كيف أخذت اللعبة أسمها فيقال أنه قد يكون من كلمات أغنية فرقة لومين الروسية، ويقول البعض «نعتقد أنها إشارة لفعل بعض الحيتان الزُرق التي تظهر على الشاطئ عن قصد مسببة لنفسها الموت».

## مبدأ اللعبة
تتواجد اللعبة بحسب المزاعم على عدة منصات تواصل اجتماعية، وتستند على العلاقة بين الإداري والمساهم (كما يطلق عليه أيضا اللاعب أو المشارك)، وعلى مدة خمسين يوماً يقوم الإداري بوضع مهمة لكل يوم لإكمالها من قبل المساهم، حيث تبدوا المهمات في بدايتها عادية وبريئة (مثلاً: أن تستيقظ في الرابعة فجراً لتشاهد فلم رعب) وتنتقل لتشويه الذات وإيذائها، وتنتهي بمهمة الانتحار في اليوم الأخير. هناك مزاعم بحالات انتحار مرتبطة باللعبة قد تم تداولها في أنحاء العالم لكن لايوجد ماهو مؤكد منها بعد.

## قائمة المهام

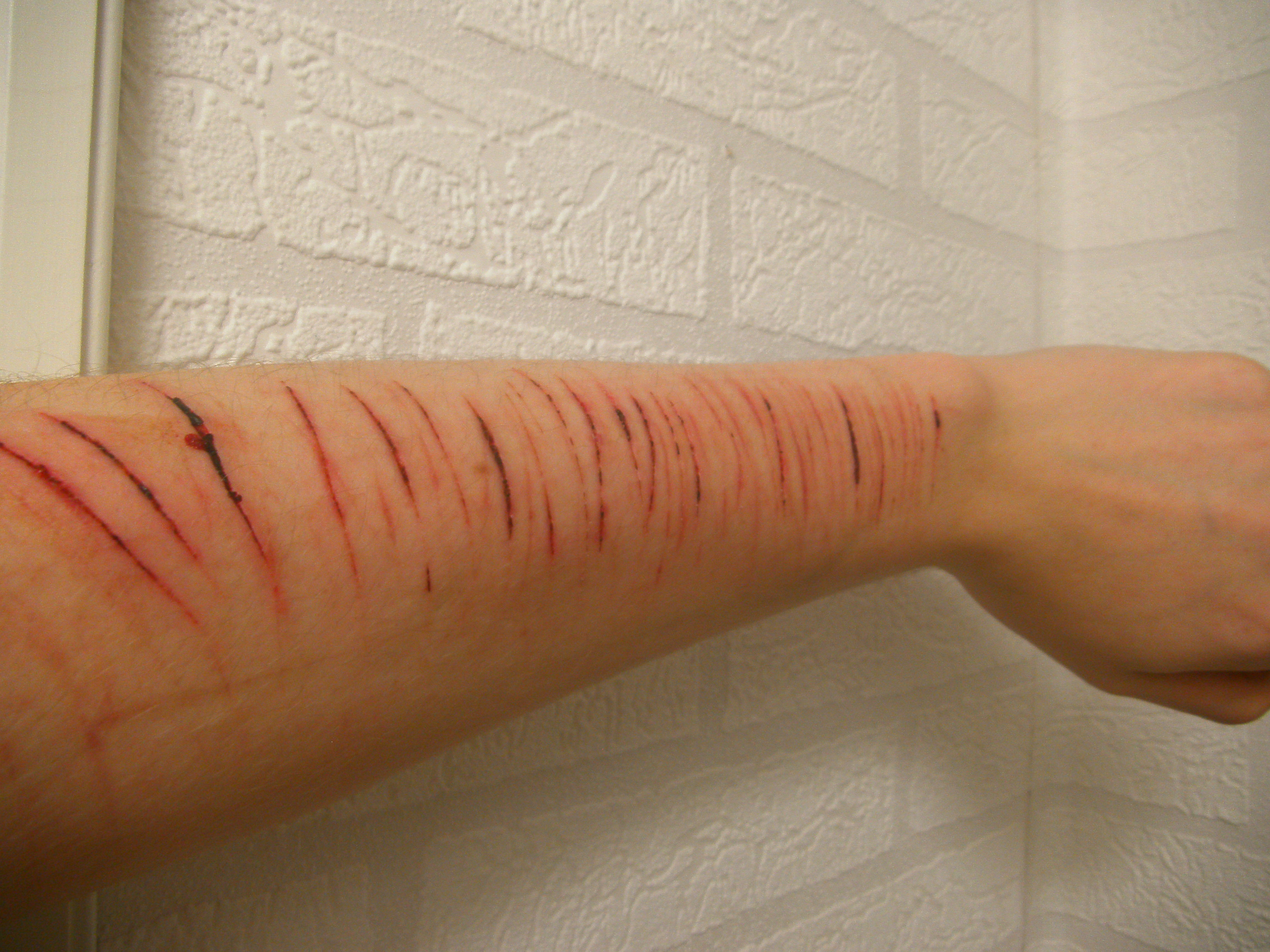
إيذاء النفس أحد المهام المطلوبة في اللعبة.

1. نحت عبارة F57 أو رسم حوت أزرق على يد الشخص أو ذراعه باستخدام أداة حادة ثم إرسال صورة للمسؤول للتأكد أن الشخص قد دخل في اللعبة.[10]
2. الاستيقاظ عند الساعة 4:20 صباحا ومشاهدة مقطع فيديو به موسيقى غريبة تترك اللاعب في حالة كئيبة.[10]
3. عمل جروح طولية على ذراع المتحدي.
4. رسم حوت على قطعة من الورق.
5. كتابة «نعم» على ساق الشخص نفسه إذا كان مستعدا ليكون حوتاً، وإلا ينبغي أن يقطع الشخص نفسه عدة قطع.
6. مهمة سرية (مكتوبة في التعليمات البرمجية).
7. خدش (رسالة) على ذراع الشخص.
8. كتابة حالة على الإنترنت عن كونه حوتًا.
9. التغلب على الخوف.
10. الاستيقاظ على الساعة 4:20 فجراً والوقوف على السطح.
11. نحت حوت على يد شخص خاص.
12. مشاهدة أشرطة فيديو مخيفة كل يوم.
13. استماع إلى موسيقى يُرسلها المسؤول.
14. قطع الشفاه.
15. نكز ذراع الشخص بواسطة إبرة خاصة.
16. إيذاء النفس أو محاولة جعلها تمرض.
17. الذهاب إلى السقف والوقوف على الحافة.
18. الوقوف على جسر.
19. تسلق رافعة.
20. في هذه الخطوة يتحقق شخص مؤمن بطريقة أو بأخرى لمعرفة ما إذا كان المشارك جدير بالثقة.
21. التحدث مع «الحوت» على سكايب.
22. الجلوس على السطح مع ضرورة ترك الساقين مدليين من على الحافة.
23. وظيفة مشفرة أخرى.
24. بعثة سرية.
25. الاجتماع مع «الحوت»
26. تعيين اللاعب مسؤولًا يوم وفاة الشخص.
27. زيارة السكك الحديدية.
28. عدم التحدث مع أي شخص طوال اليوم.
29. إعطاء يمين حول كونه حوت.
30. بعد هذه الخطوات تأتي الخطوات 30-49 والتي تنطوي على مشاهدة أفلام الرعب والاستماع إلى الموسيقى التي يختارها المسؤول، والتحدث إلى الحوت.

50. المهمة الأخيرة وهي الانتحار بالقفز من مبنى أو بالطعن بسكين.

## الحالات المبلغ عنها

### تونس
حتى 12 مارس 2018، انتحر 7 أطفال تونسيون جراء اللعبة. أصدرت المحكمة الابتدائية بسوسة حكما يقضي بحجب لعبة الحوت الأزرق ولعبة مريم في تونس، وكلفت الوكالة التونسية للأنترنات باتخاذ الإجراءات اللازمة.

### بنغلاديش
تناقلت العديد من التقارير الإخبارية ووسائل الإعلام في بنجلاديش أخبار محاولات انتحار على صلة باللعبة. وكانت فتاة (في سن المراهقة) قد انتحرت، وزُعم أنها قامت بذلك بسبب إدمانها للعبة الحوت الأزرق في تشرين الأول/أكتوبر عام 2017. لكن ما زاد من شهرة اللعبة في بنغلاديش هو قيام الشرطة باعتقال طالب جامعي وذلك بسبب اشتباه في لعب اللعبة، لكن هذه الحالة لم يتم تأكيدها رسميا.

### البرازيل
ربطت العديد من التقارير الإخبارية في وسائل الاعلام البرازيلية حالات إيذاء النفس ومحاولة الانتحار للأطفال بلعبهم للعبة الحوت الأزرق. وقد قامت الشرطة بعدد من التحقيقات؛ لكن لم يتم تأكيد أي حالة رسمية حتى الآن. هذا وتجدر الإشارة إلى أن ثمانية برازيليين حاولوا الانتحار بعدما كانوا قد عرضوا نفسهم للتعذيب، لذلك يًشتبه في أن يكون هذه الحادث له صلة مع اللعبة.

### بلغاريا
ظهر الخبر الأول عن لعبة الحوت الأزرق في بلغاريا في منتصف شباط /فبراير عام 2017، وكانت منظمة إنترنت أكثر أمانا قد نشرت تقريرا تُطالب فيه مستعملي الهواتف بعدم الانصياع للشائعات، وأن الموضوع مبالغ فيه ولا يستحق كل تلك الضجة، كما طالبت ملاك مواقع الويب بتفادي نشر المعلومات المغلوطة حتى لا تخلق موجة من القلق والذعر بين أولياء الأمور.
تم فتح مجموعتين في فايسبوك لمناقشة قضية هذه اللعبة ومحاولة دفع مستخدمي الهواتف لتجريبها، لكن سرعان ما قامت سلطات بلغاريا بالتبليغ عنها وحذفها، وقد انتشر خبر اللعبة وما تُسببه في غضون أسبوعين، مما دفع بالصحافة البلغارية للتحرك حيث نشرت المزيد من التقارير حول هذه اللعبة مؤكدة أنها مجرد خدعة الهدف من ورائها الترويج لا غير.

### الهند
طوال عام 2017، ذكرت وسائل الإعلام في الهند أن عدة حالات انتحار للأطفال سببها لعبة الحوت الأزرق وكانت حكومة الهند قد ضغطت على وزارة تكنولوجيا المعلومات والإلكترونيات التي بدورها ضغطت وطلبت من عدد من شركات الإنترنت (بما في ذلك جوجل، فايسبوك وياهو) بإزالة جميع الروابط التي توجه المستخدمين إلى تحميل اللعبة. مما دفع بعض المعلقين والمدونين إلى اتهام الحكومة بخلق الهلع بين المواطنين. يُشار إلى أن السبب الثاني للوفاة في الهند هو الانتحار وذلك حسب تقرير نُشر عام 2012. وقد طلبت المحكمة العليا من الحكومة المركزية الهندية حظر كل المواقع التي قد توصل للعبة الحوت الأزرق.
أفاد تحقيق شامل أجرته الحكومة الهندية في شهر يناير من عام 2018 عن عدم وجود أي دليل يشير إلى تسبب لعبة الحوت الأزرق بأية وفيات قائلةً: «حللت اللجنة نشاطات الإنترنت ونشاطات الأجهزة وسجلات المكالمات وغير ذلك من نشاطات التواصل الاجتماعي والأدلة العدلية الأخرى. كما تفاعلت مع الضحايا المرتبطين بالحوادث والذي تم إنقاذهم. ولم يثبت صلة لعبة الحوت الأزرق للتحديات بأي من هذه الحوادث».

### إيطاليا
التغطية الصحفية للعبة الحوت الأزرق بدأت في 3 حزيران/يونيو 2016 عن طريق صحيفة لا ستامبا التي وصفت اللعبة بأنها عبارة عن تحدي وفي نفس الأمر هي «مزحة سيئة».
بعد ذلك نشر موقع BUTAC تقريرا يؤكد فيه عدم وجود اللعبة أساسا، وفي 14 أيار/مايو 2017، نشرت قناة إيطاليا 1 تقريرا مفصلا عن اللعبة مؤكدة أنها موجودة. وقد أكدت مجموعة من التقارير على أن عدة حالات انتحار يعود سببها للعبة، خاصة حالة فتاة مراهقة من ليفورنو، وفي أعقاب ذلك زادت تغطية الإعلام للموضوع، وكثرت المنابر التي تُؤكد على وجود اللعبة وعلى خطورتها، وما زاد من قلق أولياء الأمور هو الارتفاع الحاد الذي شهده جوجل من حيث عدد نتائج البحث عن اللعبة. بريشيا
في 22 مايو 2017، أعلنت شرطة إيطاليا أنها تلقت 40 إنذارا بخصوص اللعبة، ثم ارتفع عدد الإنذارات إلى 70 على مدى 24 ساعة فقط.

### روسيا
في آذار/مارس عام 2017، كانت السلطات في روسيا تُحقق فيما يقرب من 130 قضية منفصلة تتعلق بحالات مشكوك في صلتها باللعبة، وفي شهر فبراير قام طفل يبلغ من العمر 15 عاما بإلقاء نفسه من عمارة بعلو 14 طابقا في مبنى في إيركوتسك بسيبيريا وذلك بعد الانتهاء من المهام الخمسين المرسلة إليه، كما قام زميله (يبلغ من العمر 16 سنة) بنفس العملية، وقد تركوا رسائل على صفحتيهما على مواقع التواصل الاجتماعي تُفيد بأن للانتحار علاقة باللعبة. وفي نفس الشهر قام شاب آخر يبلغ من العمر 15 عاما أيضا برمي نفسه من شقة عالية في مدينة كراسنويارسك، لكن هذه المرة لم يُفارق الحياة بل تعرض لجروح وإصابات حرجة تسببت في إدخاله للمستشفى.
في 11 أيار/مايو 2017 ذكرت وسائل إعلام روسية أن فيليب بودكين مبحوث عنه بتهمة «تحريض المراهقين على الانتحار»، وكان بوديكين قد وصف ضحاياه «بالنفايات البيولوجية» مدعيا أنه يُحاول «تطهير المجتمع». وقد تم إلقاء القبض عليه في وقت لاحق وتم الزج به في سجن سانت بطرسبرغ بسبب العديد من التهم على رأسها «تحريض 16 فتاة على الأقل على قتل أنفسهن.»
في 26 أيار/مايو عام 2017، أقر مجلس الدوما (البرلمان الروسي) بمشروع قانون يمنح المحكمة الحق في إنزال تهمة جنايات عن كل من يحاول التشجيع على الانتحار أو خلق أدوات تُساعد في هذا، وذلك عقب 130 حالة وفاة مشتبه في ارتباطها بتحدي لعبة الحوت الأزرق. في 7 حزيران/يونيو 2017، وقع الرئيس بوتين على القانون على فرض عقوبات جنائية على كل من يُحرض القاصرين على الانتحار.

### الجزائر
في 17 نوفمبر 2017، انتحار طفل يبلغ من العمر 11 سنة بولاية سطيف شرق الجزائر، وقد أكدت نتائج التحقيق أن سبب الانتحار كان بسبب لعبة الحوت الأزرق التي كان يقضي معظم وقته فيها لمدة شهر.
في 8 ديسمبر، أقدم طالبان على الانتحار في ثانوية بولاية بجاية وذلك بعد استعمال لعبة الحوت
هذه اللعبة أيضا أصل وفاة 7 شبان في الجزائر سنة 2017.

### السعودية
في 6 ماي 2017، انتحر طفل يبلغ من العمر 13 سنة شنقًا بربط عنقه بحبل مشدود في الدولاب بمسكنه العائلي بجدة، وبعد التحريات اكتشفت الشرطة وجود لعبة الحوت الأزرق على هاتفه.

### فرنسا
في فرنسا تم الإبلاغ عن بعض الحالات التي يمكن أن تكون متصلة بالحوت الأزرق: وذكرت كذلك قناة LCI على موقعها محاولة انتحار أربع فتيات من با-دو-كاليه بسبب اللعبة، ونشرت صحيفة La Voix du Nord في وقت سابق خبر فتاتين تشاركتان أيضا في لعبة الحوت الأزرق، بالإضافة إلى إثنا عشر طالبا في مدرسة في فنستير.
ولمواجهة التهديد الذي تشكله لعبة الحوت الأزرق نشرت الشرطة الفرنسية في 6 مارس 2017 رسالة على حسابها في تويتر لتنبيه المراهقين وأولياء أمورهم وذكّرت بأن التحريض على الانتحار يعاقب عليه من قبل القانون الفرنسي ب5 سنوات في السجن وغرامة 75 ألف أورو. رسالة تحذير أخرى قد نشرت بعد بضعة أيام تحمل نفس الرسالة: «ما من تحدي يستحق المخاطرة بالحياة من أجله». رسائل أخرى تم نشرها من قبل قوات الشرطة والدرك المحلية في المناطق التي يتواجد فيها الضحايا المحتملين.
تفاعلت وزارة التعليم الوطني الفرنسية أيضا عبر إرسال رسالة تحذير لجميع عمداء الأكاديميات التعليمية. كما أصدرت رسالة إلى المعلمين عبر بوابة Eduscol للتوصية واليقظة تجاه هذه اللعبة التي يمكن أن تجذب الشباب وتؤثر على هويتهم.

### المغرب
في الآونة الأخيرة انتشرت لعبة «الحوت الأزرق» في المغرب، خاصة في صفوف المراهقين. وتسببت في محاولات انتحار كثيرة وتعد أبرز حالة هي وفاة أحد المراهقين بمدينة أكادير جنوب المغرب، ويذكر أنه بعد تنفيذه لتحديات اللعبة أقدم على الانتحار برمي نفسه من سطح العمارة التي يسكن بها، استجابة للتحدي الأخير في اللعبة.

### مصر
في عام 2018 أثار انتحار نجل البرلماني المصري «حمدي الفخراني» بسبب لعبة الحوت الأزرق إلى انتباه وسائل الاعلام المحلية إلى هذه اللعبة، وفي حين ظهرت بعض الحالات الأخرى؛
 فقد بدء البرلمان المصري بمناقشة سن تشريعات لمعاقبة المتورطين في هذه النوعية من الجرائم والتنمر على الإنترنت.

## ردود الأفعال على الشبكات الاجتماعية
الشبكات الاجتماعية هي المنصة الرئيسية التي تجري فيها لعبة الحوت الأزرق، ولذلك فقد ٱتخذت بعض هذه الشبكات إجراءات للحد من انتشار مخاطر هذه اللعبة ولتوعية المراهقين خصوصا من أجل تفادي الوقوع في فخ الانتحار:
- فكونتاكتي: قررت منع اللاعبين المسجلين، وهي ملتزمة بحظر وحذف الحسابات التي تروج للعبة.
- إنستغرام: قامت ببرمجة رسالة أوتوماتيكية تظهر عندما يتم البحث عن بعض الكلمات المفتاحية ذات الصلة باللعبة في شريط البحث.

يضاعف بعض مستخدمي هذه الشبكات المختلفين أيضا مبادراتهم الفردية لمواجهة هذه اللعبة فقد تم مثلا ترويج هاشتاج « PinkWhaleChallenge# » (#تحدي_الحوت_الوردي) يتم فيه نشر 50 تحديا حميدا وغير مؤذيا من قبيل تقديم خدمة للآخرين أو مشاهدة الفيلم المفضل كبديل عن اللعبة المميتة. كما يقوم بعض مستخدمي الإنترنت بإنشاء صفحات ويب «كاذبة» توصِل إلى رسائل توعية وشهادات من أناس كانوا على وشك فقد حياتهم جراء هذه اللعبة.

## اقرأ أيضاً
- تنمر على الإنترنت
- ضغط الأقران
- تحدي مومو
- انتحار بالتقليد